# Волков, Николай Павлович
 Никола́й Па́влович Во́лков  (1812—1867) — военный и государственный деятель Российской империи, генерал-лейтенант, губернатор Олонецкой губернии.

## Биография
Родился 8 (20) декабря 1812 года; происходил из старинного дворянского рода Волковых. Его старший брат А. П. Волков — губернатор Полтавской губернии.
В 1829 году, после окончания школы кавалерийских юнкеров в Санкт-Петербурге, зачислен в лейб-гвардии сапёрный батальон. Участник подавления Польского восстания 1830—1831 годов, Хивинского похода 1839—1840 годов.
С октября 1845 года — полковник, с декабря 1853 года — генерал-майор.
В 1854—1856 годах — начальник штаба лейб-гвардии Гвардейского пехотного корпуса, участник Крымской войны.
По окончании войны был переведён на службу в Министерства внутренних дел, 6 декабря 1856 года назначен губернатором Олонецкой губернии.
По личному заявлению уволен с поста губернатора 17 октября 1860 года. Дальнейшая служба проходила в Санкт-Петербурге на должности чиновника особых поручений по армии департамента общих дел Министерства внутренних дел. В 1865 году ему было присвоено звание генерал-лейтенанта.
Скончался от холеры 7 (19) ноября 1867 года. Похоронен на Новодевичьем кладбище Воскресенского Новодевичьего монастыря.

## Семья
Жена: Мария Васильевна Темирова, внебрачная дочь графа В. В. Мусина-Пушкина-Брюса и артистки оперной труппы Императорских театров Нимфодоры Семёновны Семёновой. Их дети:
- сын Николай (род. 27 декабря 1843), офицер
- сын Платон (род. 23 октября 1847), офицер
- дочь Мария (род. 28 декабря 1850)